# 안토니오스 파파이간누
안토니오스 파파이간누(영어: Antonios Papaigannou)는 그리스의 체조 선수이다. 그는 아테네에서 열린 1896년 하계 올림픽에 참가했다.
파파이간누는 철봉 종목과 평행봉 종목에 출전했다. 그는 메달을 따지 못했으며 순위 또한 알지 못한다.